# Louis Madeleine Edouard Dupin de Saint-Andrè
Louis Madeleine Edouard Dupin de Saint-Andrè (Bessières, 28 aprile 1814 – Parigi, 12 febbraio 1866) è stato un militare francese.

## Biografia
Louis Madeleine Edouard Dupin de Saint-Andrè nacque a Bessières, nell'Alta Garonna, il 28 aprile 1814 e dal 1831 al 1833 studiò presso l'accademia militare di Saint Cyr, da cui uscì col grado di sottotenente il 27 dicembre 1833 quando venne affidato al 45º reggimento di fanteria. Il 10 febbraio 1836, entrò nella legione straniera, ma ne uscì quando questa venne impiegata in Spagna nell'agosto del 1836. Dopo un breve periodo di inattività, venne inquadrato nel 2º reggimento di fanteria leggera che venne inviato in Algeria dal 28 settembre 1836. Il 21 dicembre 1839, alla battaglia dei cinque cipressi, venne ferito da un proiettile che gli trapassò la mano destra da una parte all'altra e dove si procurò una forte contusione al petto.
Promosso tenente il 22 gennaio 1840, venne creato cavaliere della Legion d'onore il 29 luglio 1840. Il 16 marzo 1845, si concesse un periodo di aspettativa ed il 7 febbraio 1847 rientrò nella legione straniera.
Promosso capitano il 9 dicembre 1847, fu aiutante maggiore dal gennaio 1850. Dupin prese parte, sempre in Algeria, alla presa di Zaatcha.
Il 17 febbraio 1852, venne promosso chef de bataillon del 3º reggimento degli zuavi, venendo posto alla testa del 3º battaglione. Venne promosso ufficiale della Legion d'onore il 16 luglio 1853 a seguito della spedizione di Babors.
Nominato tenente colonnello il 5 settembre 1854 nel 75º reggimento di fanteria, venne nuovamente destinato all'armata d'Africa nella campagna contro i Cabili del settembre del 1856. Il 24 settembre, si distinse nell'attacco contro i Beni Koufi.
Promosso colonnello il 2 agosto 1858 nel 6º reggimento di fanteria, condusse il suo reggimento nel corso della campagna d'Italia del 1859: qui ebbe modo di distinguersi nella battaglia di Magenta ed in quella di Solferino il 24 giugno successivo. Prese poi parte alla battaglia di Medole dove catturò per suo intervento un cannone e numerosi prigionieri nemici. Ancora una volta in quell'occasione però il colonnello Dupin venne ferito ad una mano da un colpo di arma da fuoco. Dopo 12 ore di combattimenti, il 6º reggimento aveva perso in tutto 19 ufficiali e 290 uomini, ma ne era uscito trionfante. Dupin alla fine dello scontro venne promosso commendatore della Legion d'onore e venne assegnato alla testa del 1º reggimento volteggiatori della Garde Impériale.
Rientrato in Francia, morì a Parigi il 12 febbraio 1866.